# Archelaphe bella
Archelaphe bella är en ormart som beskrevs av Stanley 1917. Archelaphe bella är ensam i släktet Archelaphe som ingår i familjen snokar.
Arten förekommer i östra Indien, Myanmar sydöstra Kina och Vietnam. Honor lägger ägg.
Archelaphe bella är med en längd mellan 75 och 150 cm en medelstor orm. Den vistas främst i bergsskogar. Födan utgörs av små däggdjur och kanske kompletteras födan med groddjur och ödlor.

## Underarter
Arten delas in i följande underarter:
- A. b. bella
- A. b. chapaensis